# Arco angrelado

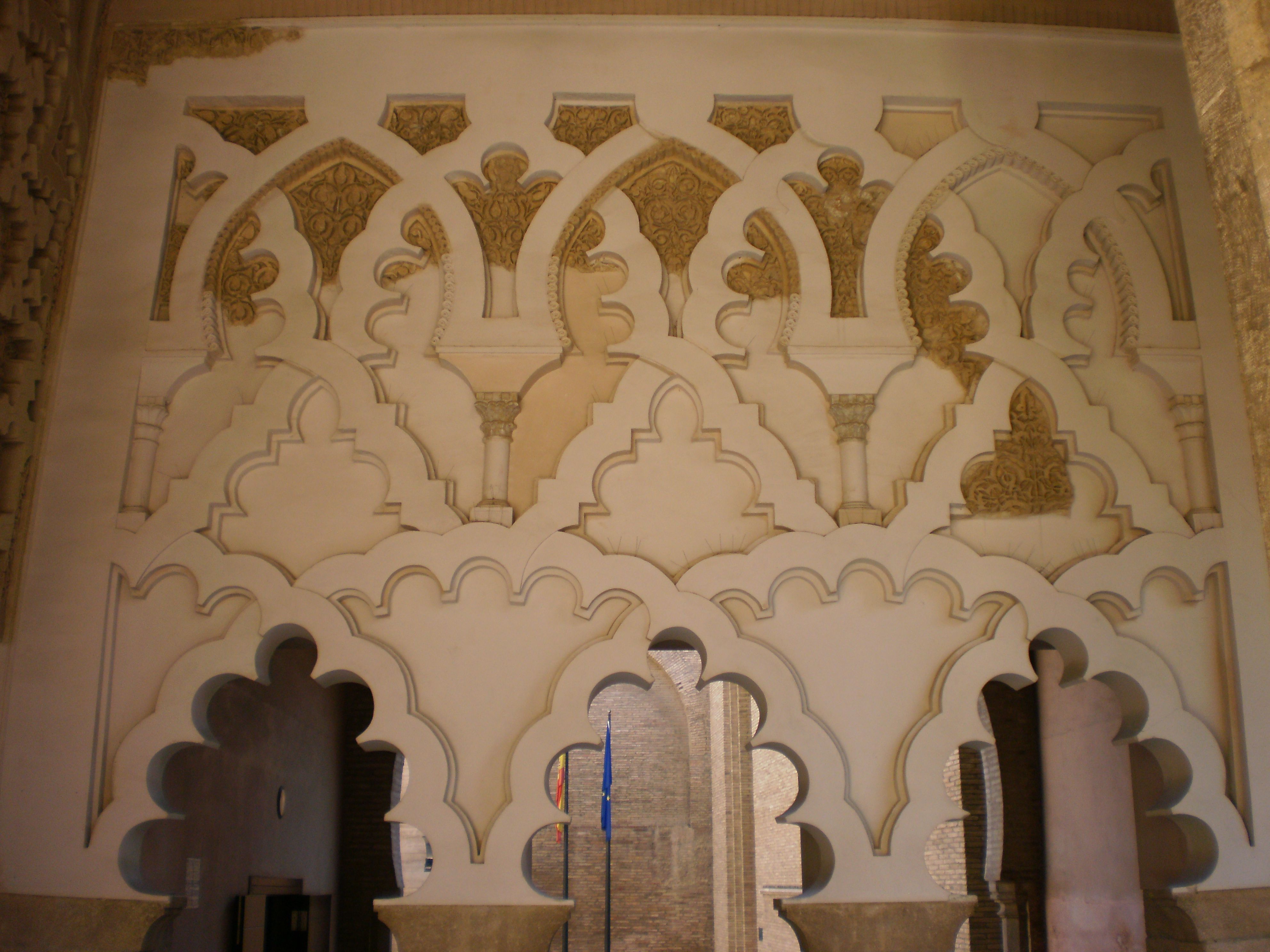
Arcos entrelazados angrelados y mixtilíneos. Palacio de la Aljafería (Zaragoza).

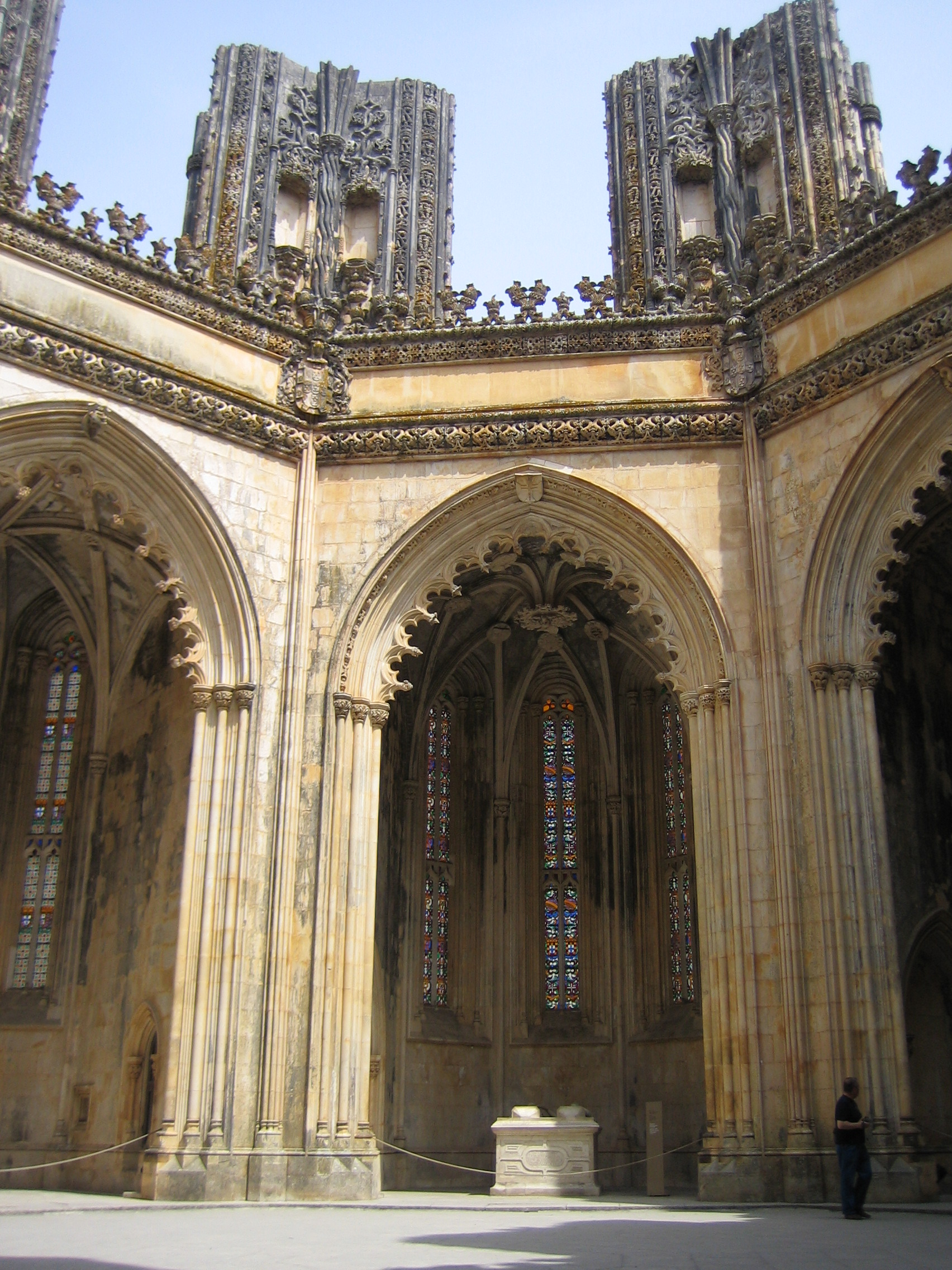
Capillas inacabadas del Monasterio de Batalha, que se abren a través de grandes arcos apuntados angrelados.

El arco angrelado (también, arco cairelado) es un arco cuando la decoración de su intradós está realizada a base de piezas alternas que forman un dentado de pequeño tamaño. Suele estar formado por varios arcos menores a modo de pequeños lóbulos que se cortan formando picos ornamentales salientes.
También se dice que esta ornamentación imita encajes de tela.
En sentido amplio, se puede considerar el arco polilobulado como variante del arco angrelado. En el arco polilobulado, los lóbulos son más marcados.
El arco, dependiendo del estilo arquitectónico podrá ser de medio punto, apuntado, o de herradura entre otras formas.
La aplicación del arco angrelado, en portadas, arcosolios, et., viene tanto desde la arquitectura hispano-árabe, como en el Palacio de la Aljafería de Zaragoza, hasta la arquitectura gótica, presente en diversos puntos de la geografía ibérica como en el Monasterio de Batalha en Portugal.